# Aumont-Aubrac
Aumont-Aubrac (okcitán nyelven Aumont d' Aubrac) korábbi község Franciaország déli részén, Okcitánia régióban, Lozère megyében.
2017. január 1-jén öt másik korábbi községgel egyesült és az így létrejött Peyre en Aubrac új község része lett.

## Fekvése
Aumont-Aubrac a megye északnyugati részén fekszik, Marvejolstól 24 km-re északra, Saint-Chély-d’Apchertól 14 km-re délre. Mintegy 1050 m tengerszint feletti magasságban (területe 970–1165 m-es magasságban) terül el, keletről a Margeride gránithegyei, nyugatról az Aubrac-hegység határolja. A község területének 16%-át (424 hektár) erdő borítja.
Közigazgatásilag hozzátartozik: L´Adrech, Nozières, Chancelades, La Croix és La Chazotte. Közelében halad az A75-ös (Párizst Montpellier-vel összekötő) autópálya. Vasúti megállóhely a Saint-Flour-Béziers vonalon.
Aumont-Aubrac a következő községekkel (7) határos: Javols (K),  Saint-Sauveur-de-Peyre (DK), Sainte-Colombe-de-Peyre (DNy), La Chaze-de-Peyre (DNy), Fau-de-Peyre (Ny), Les Bessons (É), Rimeize (ÉK).

## Története
Aumont-Aubrac neve a latin Altus Mons (magas hegy) helynévből származik. Az ókorban a közeli Anderitum városa mellett már fontos közlekedési csomópont volt, erre vezetett a Lyont Toulouse-zal összekötő Via Agrippa. A középkorban is fontos szerepet játszott, mivel ekkor a Le Puy-en-Velay-ből Compostelába vezető Via Podiensis egyik állomása volt. A Felső-Gévaudan szívében fekvő település a Peyre-i báróság része volt. 1937-ben neve Aumont-ról Aumont-Aubracra változott.

### Demográfia
| Év   | Lakosság |
| ---- | -------- |
| 1793 | 928      |
| 1800 | 919      |
| 1806 | 1020     |
| 1821 | 1007     |
| 1831 | 1002     |
| 1836 | 1020     |
| 1841 | 1083     |
| 1846 | 1039     |
| 1851 | 1075     |
| 1856 | 1077     |
| 1861 | 1007     |
| 1866 | 999      |
| 1872 | 1038     |

| Év   | Lakosság |
| ---- | -------- |
| 1876 | 1055     |
| 1881 | 1246     |
| 1886 | 1161     |
| 1891 | 1263     |
| 1896 | 1298     |
| 1901 | 1282     |
| 1906 | 1318     |
| 1911 | 1357     |
| 1921 | 1226     |
| 1926 | 1173     |
| 1931 | 1095     |
| 1936 | 1200     |
| 1946 | 1113     |

| Év   | Lakosság |
| ---- | -------- |
| 1954 | 1010     |
| 1962 | 1116     |
| 1968 | 1037     |
| 1975 | 1034     |
| 1982 | 1049     |
| 1990 | 1050     |
| 1999 | 1039     |
| 2010 | 1111     |

## Nevezetességek
- A Saint-Étienne-templom a 11. században épült.
- Középkori falmaradványok
- A település fölé emelkedő Truc del Fabre-on állították fel 1946-ban Krisztus király szobrát.
- A városháza előtti kutat a gévaudani fenevad alakja díszíti.

## Galéria

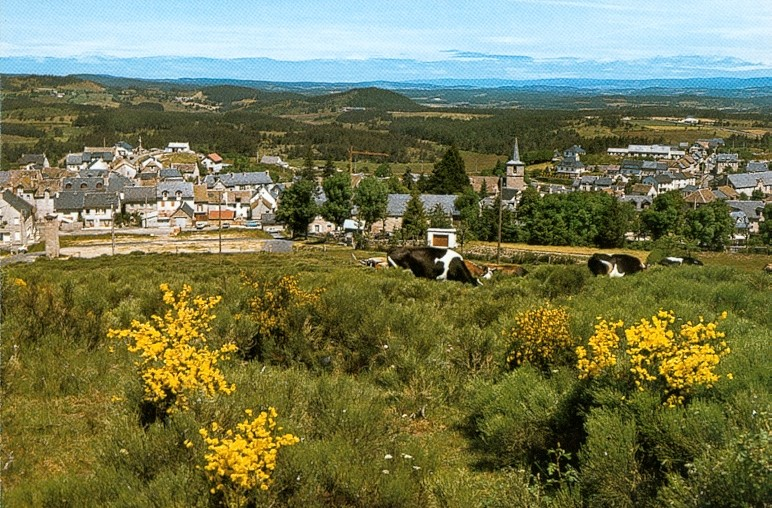
Aumont-Aubrac látképe
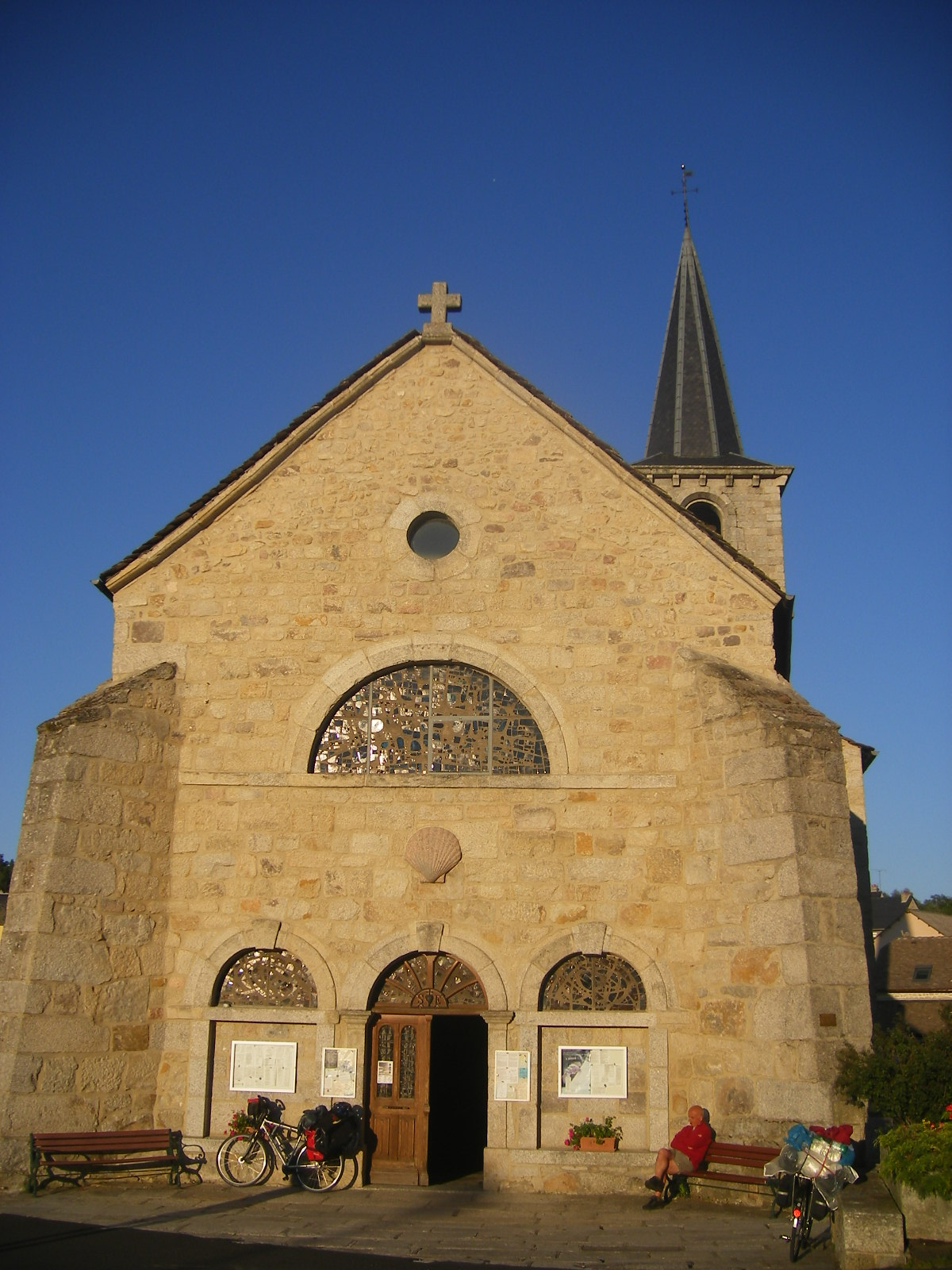
A templom
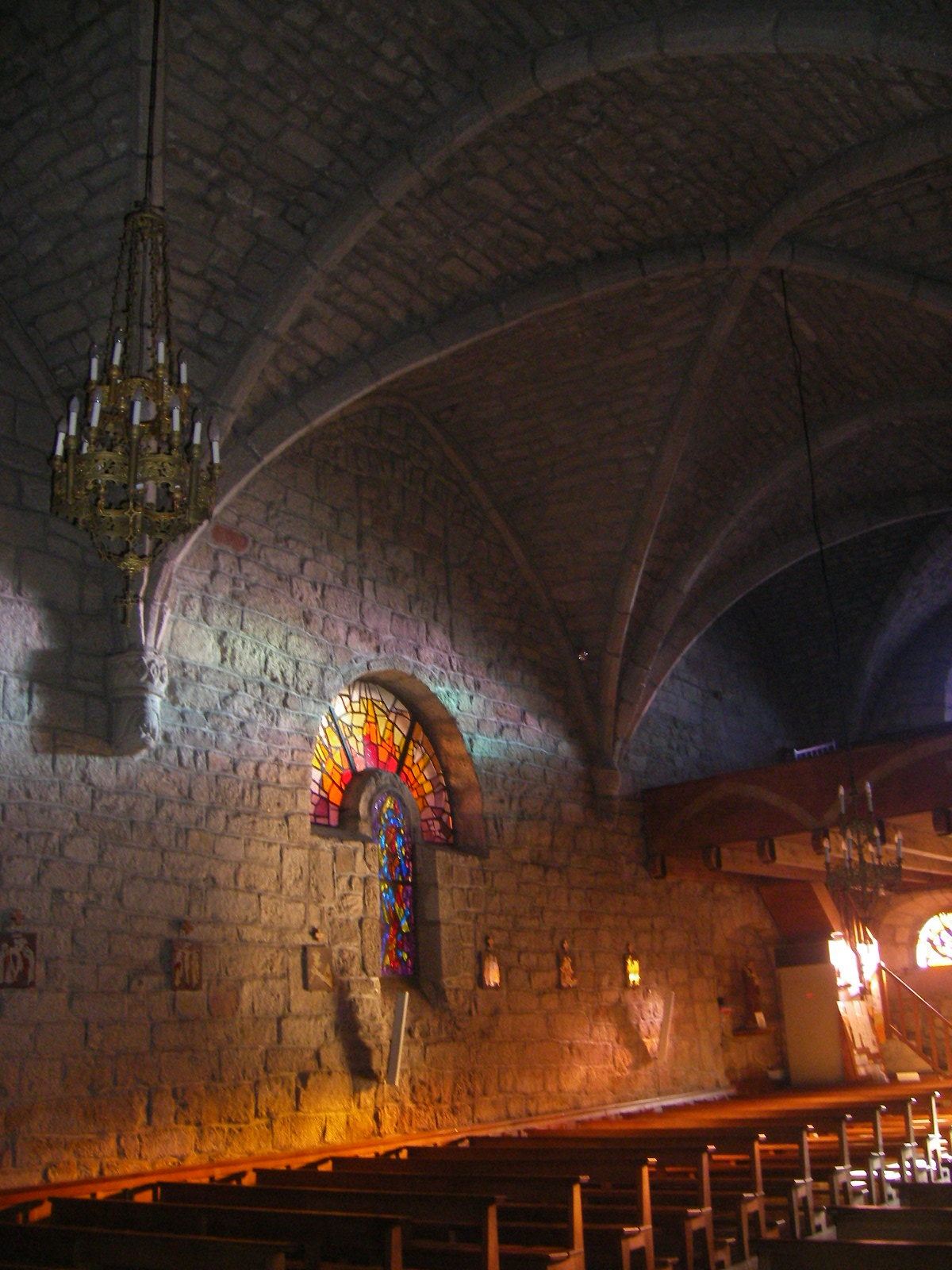
A templom belseje
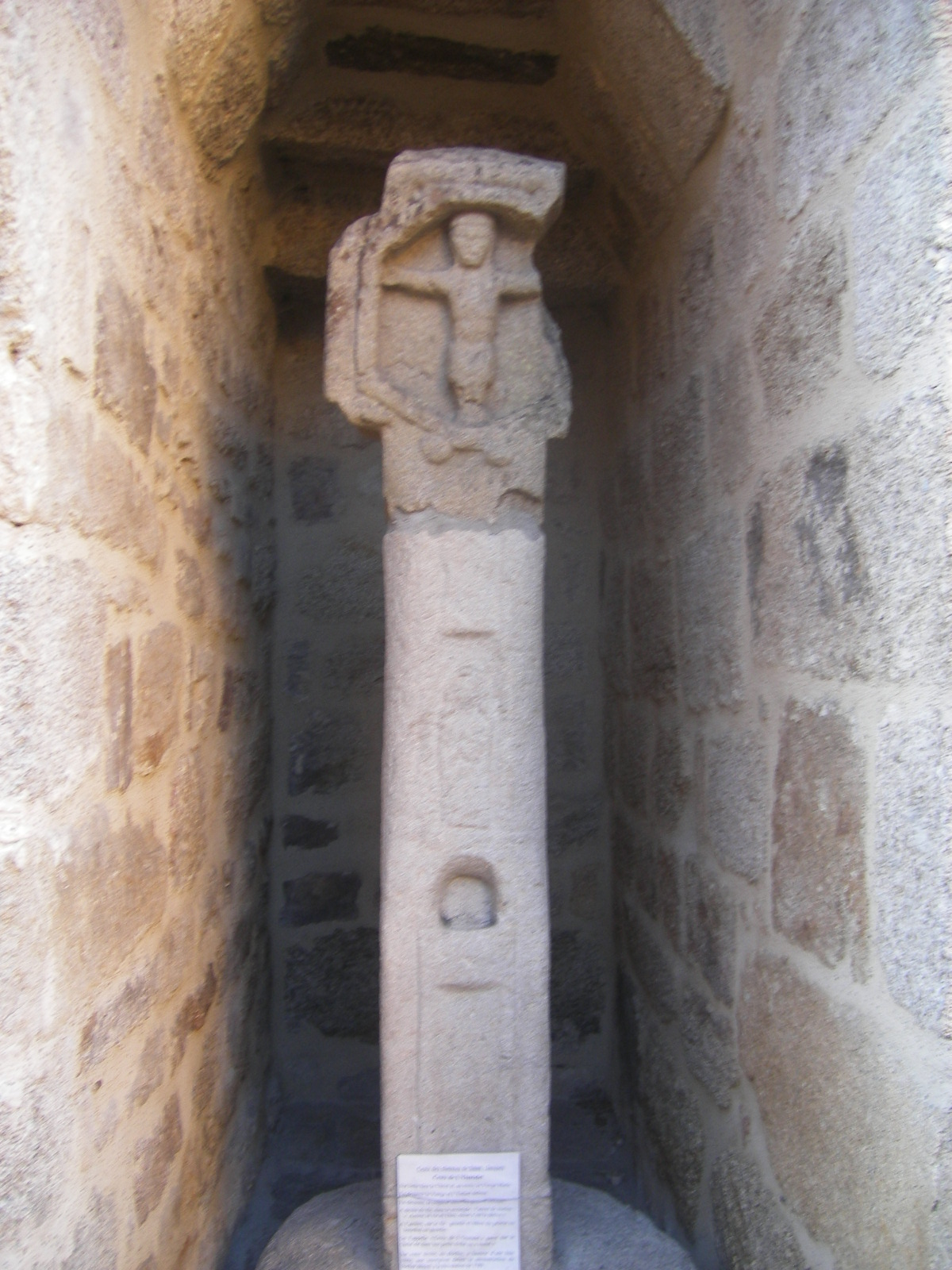
Középkori kereszt a templom oldalában
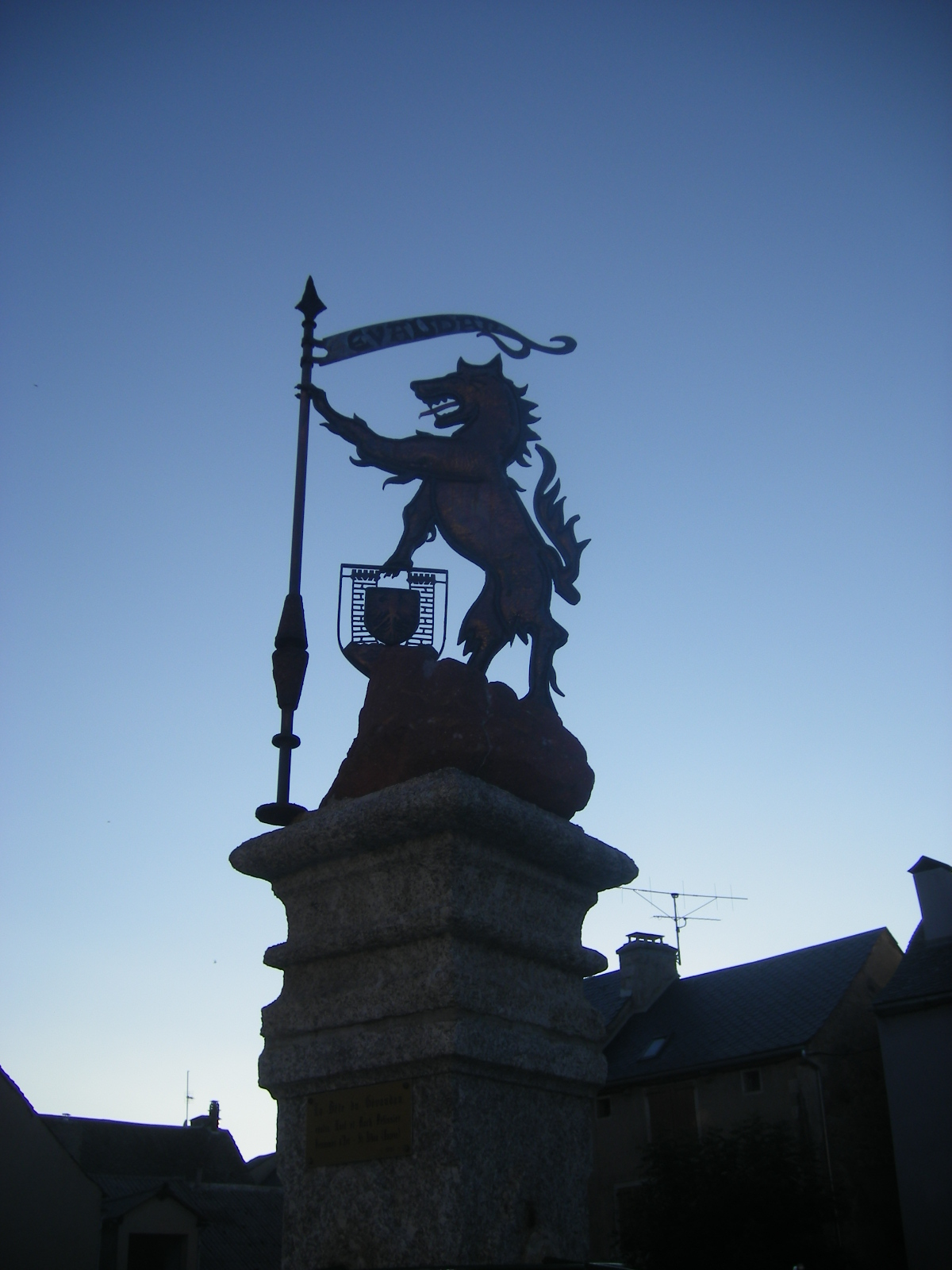
A gévaudani fenevad
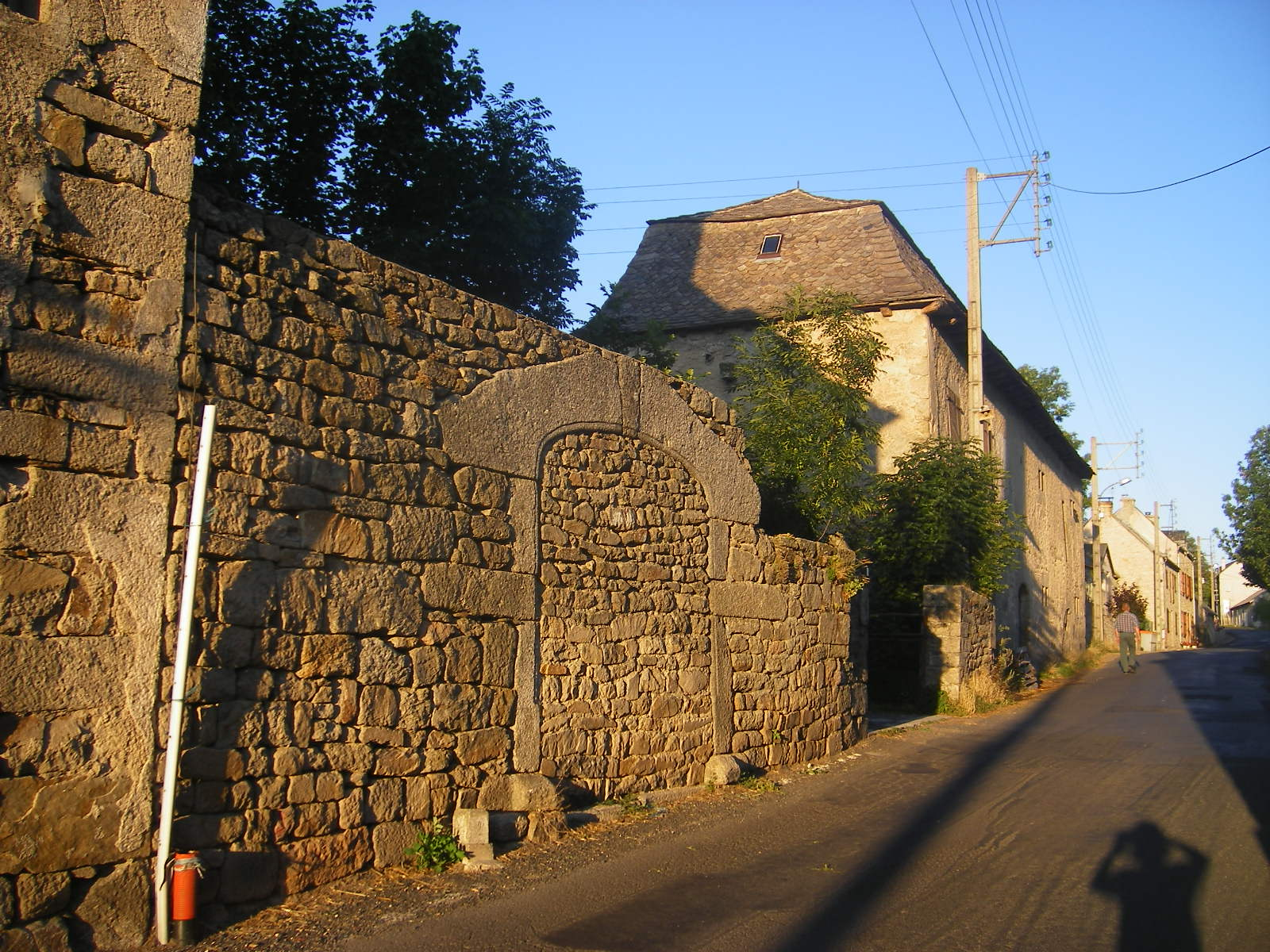
Középkori falmaradványok

## Kapcsolódó szócikk
- Lozère megye községei